# Loving Annabelle
Loving Annabelle (2006) es una película estadounidense dramática de temática lésbica dirigida por Katherine Brooks e interpretada por Diane Gaidry y Erin Kelly. Cuenta la historia de la turbulenta relación que surge entre una profesora, Simone (Gaidry), y su nueva alumna, Annabelle (Kelly). La película obtuvo varios premios en diversos festivales de cine internacionales. 

## Sinopsis
Annabelle es la hija de una senadora de los Estados Unidos que llega al internado católico de Santa Teresa tras haber sido la protagonista de un escándalo. Sofisticada y madura para su edad, pronto llama la atención por su carácter rebelde. Simone, la joven profesora de poesía del internado, recibe el encargo de la estricta directora de la institución de vigilar a Annabelle para que no sea una mala influencia para las demás alumnas. No tarda en surgir una poderosa atracción entre Simone y Annabelle, que la profesora intenta rechazar y que la alumna intenta perseguir. Cuando por fin ambas se rinden ante la evidencia y la fuerza de su atracción, son descubiertas, terminando la película sin una resolución clara.

## Influencias y temas
Loving Annabelle está inspirada en la película alemana de 1931 Muchachas de uniforme. La película toca varios temas, como el amor prohibido entre una profesora y su alumna, la religión y la tolerancia (especialmente en la figura del Padre Harris, interpretado por Kevin McCarthy, quien consuela y apoya a Simone).

## Críticas
Loving Annabelle obtuvo en general críticas positivas. La revista Variety la calificó como un placer prohibido, y el Miami Sun Post dijo que nos encontrabamos ante una película sofisticada. Felix Vasques, de Film Threat recalca que el controvertido romance es profundamente sentido y complejo al examinar ambos personajes y las intenciones que tienen con respecto a la otra. Algunas de las críticas negativas se centraban en la ausencia de un tercer acto que realmente pusiera fin a la película, y se preguntaban si había faltado presupuesto para ello.
Tatulescu, Petruta. Gender and Identity at Boarding Schools: Outcast Teachers in "Maedchen in Uniform" (1958) vs "Loving Annabelle" (2006). In: Cinej Cinema Journal 1/2011. P. 141-147. http://cinej.pitt.edu/ojs/index.php/cinej/article/view/16/106

## Premios
La película obtuvo seis premios internacionales en diversos festivales.
| Año  | Festival                                  | Premio                                      | Categoría                                                      |
| ---- | ----------------------------------------- | ------------------------------------------- | -------------------------------------------------------------- |
| 2006 | Festival de Cine de Atlanta               | Premio del público                          | Katherine Brooks (Mejor película)                              |
| 2006 | Festival de Cine Gay y Lésbico Fort Worth | Premio Q                                    | Katherine Brooks (Mejor película)                              |
| 2006 | Outfest de Los Ángeles                    | Premio del público y premio del Gran Jurado | Katherine Brooks (mejor película)y Diane Gaidry (mejor actriz) |
| 2006 | Festival de cine de Long Island           | Premio del público                          | Katherine Brooks (Mejor película)                              |
| 2006 | Festival de cine de Paris                 | Premio del jurado                           | Katherine Brooks (Mejor película)                              |